# Biskoupky
Biskoupky (en allemand : Biskoupka) est une commune du district de Brno-Campagne, dans la région de Moravie-du-Sud, en République tchèque. Sa population s'élevait à 182 habitants en 2020.

## Géographie
Biskoupky est arrosée par la Jihlava, un affluent de la Svratka dans le bassin du Danube, et se trouve à 6 km au nord-nord-ouest de Moravský Krumlov, à 27 km à l'ouest-sud-ouest de Brno et à 172 km au sud-est de Prague.
La commune est limitée par Senorady au nord-ouest, par Nová Ves au nord et à l'est, par Ivančice au sud, par Jamolice au sud et au sud-ouest, et par Lhánice à l'ouest.

## Histoire
La première mention écrite de la localité date de 1131.